# Loretta Swit
Loretta Jane Swit (Passaic, 4 novembre 1937 – New York, 30 maggio 2025) è stata un'attrice statunitense, nota per aver preso parte alla serie TV M*A*S*H negli anni '70-'80.

## Biografia
Di origine polacca, si formò come cantante e attrice a Manhattan. Iniziò a recitare per la televisione nei primi anni '70 e dal 1972 fu interprete di Margaret "Hot Lips" Houlihan nella serie TV M*A*S*H, a cui prese parte fino al 1983 per un totale di 239 episodi; fu infatti una dei quattro membri del cast ad aver recitato in tutte le undici le stagioni della serie. Grazie a questo lavoro ottenne quattro volte la candidatura ai Golden Globe (1974, 1980, 1982 e 1983) e vinse due Premi Emmy (1980 e 1982) su 10 candidature (consecutive dal 1974 al 1983). Nel 1983 fu anche premiata dal pubblico col People's Choice Award.  Nel corso della sua carriera partecipò a numerose altre serie TV e a film per il cinema; tra questi ultimi, In corsa con il diavolo (1975) di Jack Starrett, Una strana coppia di sbirri (1974) di Richard Rush e S.O.B. (1981) di Blake Edwards. Attiva anche in campo teatrale, recitò in diversi musical a Broadway e Las Vegas negli anni settanta e ottanta.
Nel 1989 fu inserita nella Hollywood Walk of Fame (categoria Televisione).

## Vita privata
Dal 1983 al 1995 fu sposata con l'attore Dennis Holahan.

## Filmografia parziale

### Cinema
- Una strana coppia di sbirri (Freebie and the Bean), regia di Richard Rush (1974)
- In corsa con il diavolo (Race with the Devil), regia di Jack Starrett (1975)
- S.O.B., regia di Blake Edwards (1981)
- A tutta birra (Beer), regia di Patrick Kelly (1985)
- L'ultimo guerriero (Forest Warrior), regia di Aaron Norris (1996)

### Televisione
- Bonanza – serie TV, episodio 13x25 (1972)
- M*A*S*H – serie TV, 251 episodi (1972-1983)
- Love Boat (The Love Boat) – serie TV, 5 episodi (1977-1984)
- New York New York (Cagney & Lacey) – serie TV, un episodio (1981)
- La signora in giallo (Murder, She Wrote) – serie TV, episodio 10x13 (1994)

## Doppiatrici italiane
Nelle versioni in italiano delle opere in cui ha recitato, Loretta Swit è stata doppiata da:
- Anna Teresa Eugeni in M*A*S*H
- Germana Dominici in M*A*S*H (2' voce), S.O.B.
- Maria Pia Di Meo in Una strana coppia di sbirri